# Vérac
Vérac is een gemeente in het Franse departement Gironde (regio Nouvelle-Aquitaine). De plaats maakt deel uit van het arrondissement Libourne. Vérac telde op 1 januari 2022 907 inwoners.

## Geografie
De oppervlakte van Vérac bedroeg op 1 januari 2022 8,59 vierkante kilometer; de bevolkingsdichtheid was toen 105,6 inwoners per km².

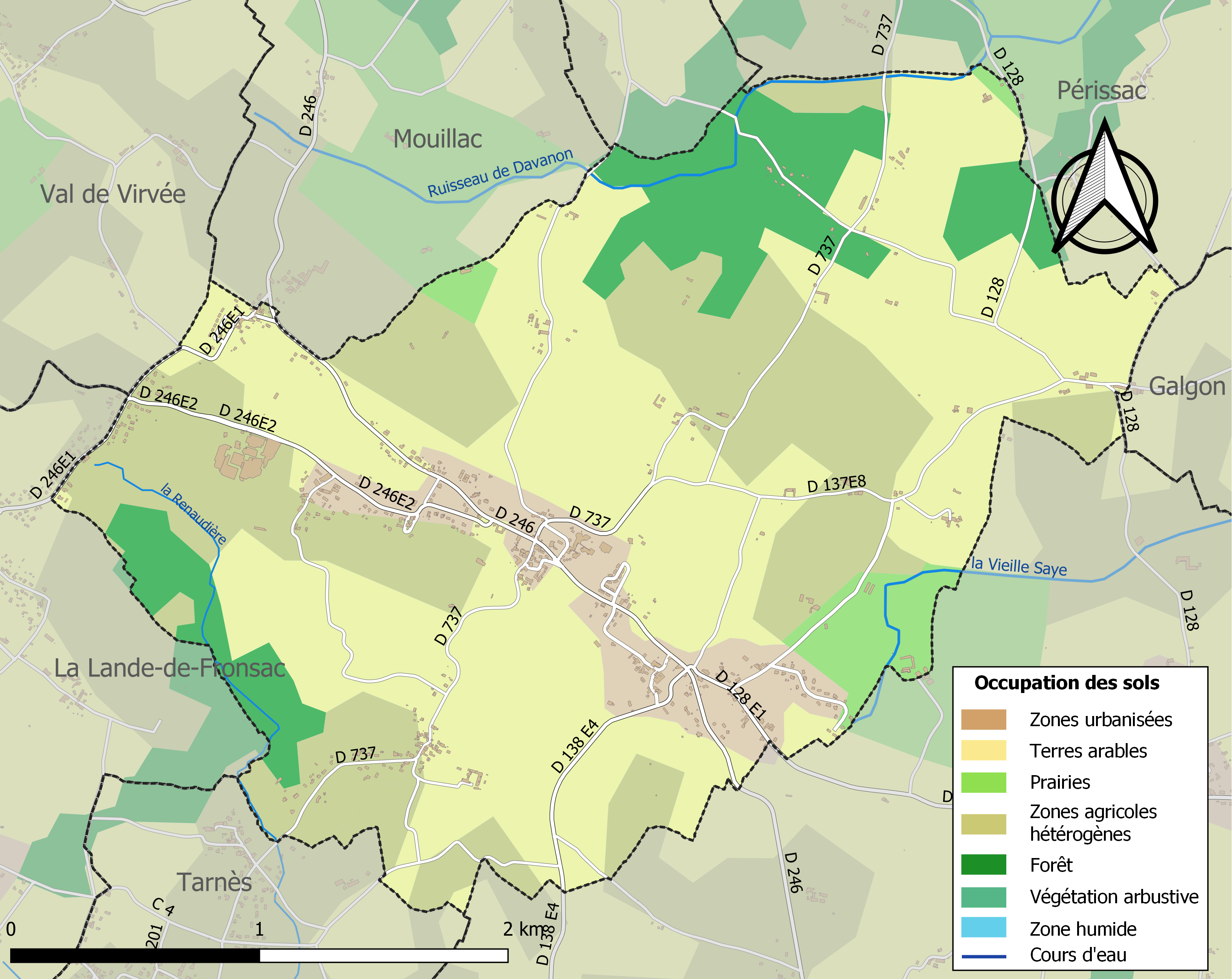
Kaart van de gemeente met belangrijkste infrastructuur, bodemgebruik en omliggende gemeenten

## Demografie
Onderstaande figuur toont het verloop van het inwonertal (bron: INSEE-tellingen).